# Lista de medalhas alemãs nos Jogos Olímpicos da Juventude
Este anexo contém uma lista detalhada das medalhas da Alemanha nos Jogos Olímpicos da Juventude, de Verão, de Inverno e os totais combinados e parciais.

## A Lista
| Edição                                          | Medalha | Nome                                                                | Esporte                    | Evento                            |  |
| ----------------------------------------------- | ------- | ------------------------------------------------------------------- | -------------------------- | --------------------------------- |  |
| Verão de 2010 (4 Ouros, 9 Pratas e 9 Bronzes)   | Ouro    | Judith Sievers                                                      | Remo                       | Skiff simples feminino            |  |
| Verão de 2010 (4 Ouros, 9 Pratas e 9 Bronzes)   | Ouro    | Shanice Craft                                                       | Atletismo                  | Arremesso de disco feminino       |  |
| Verão de 2010 (4 Ouros, 9 Pratas e 9 Bronzes)   | Ouro    | Lena Malkus                                                         | Atletismo                  | Salto em distância feminino       |  |
| Verão de 2010 (4 Ouros, 9 Pratas e 9 Bronzes)   | Ouro    | Artur Bril                                                          | Boxe                       | Peso pena (até 57 kg)             |  |
| Verão de 2010 (4 Ouros, 9 Pratas e 9 Bronzes)   | Prata   | Nikolaus Bodoczi                                                    | Esgrima                    | Espada individual masculino       |  |
| Verão de 2010 (4 Ouros, 9 Pratas e 9 Bronzes)   | Prata   | Felix Bach                                                          | Remo                       | Skiff simples masculino           |  |
| Verão de 2010 (4 Ouros, 9 Pratas e 9 Bronzes)   | Prata   | Antonia Katheder                                                    | Taekwondo                  | Até 63 kg feminino                |  |
| Verão de 2010 (4 Ouros, 9 Pratas e 9 Bronzes)   | Prata   | Ibrahim Ahmadsei                                                    | Taekwondo                  | Mais de 73 kg masculino           |  |
| Verão de 2010 (4 Ouros, 9 Pratas e 9 Bronzes)   | Prata   | Juliane Reinhold Lena Kalla Dörte Baumert Lina Rathsack             | Natação                    | 4x100 m livre feminino            |  |
| Verão de 2010 (4 Ouros, 9 Pratas e 9 Bronzes)   | Prata   | Tom Liebscher                                                       | Canoaegm                   | Velocidade K1 masculino           |  |
| Verão de 2010 (4 Ouros, 9 Pratas e 9 Bronzes)   | Prata   | Natalia Kubin                                                       | Judô                       | Até 78 kg feminino                |  |
| Verão de 2010 (4 Ouros, 9 Pratas e 9 Bronzes)   | Prata   | Dennis Söter                                                        | Canoagem                   | Slalom C1 masculino               |  |
| Verão de 2010 (4 Ouros, 9 Pratas e 9 Bronzes)   | Prata   | Florian Haufe                                                       | Vela                       | Byte CII masculino                |  |
| Verão de 2010 (4 Ouros, 9 Pratas e 9 Bronzes)   | Bronze  | Richard Hübers                                                      | Esgrima                    | Sabre individual masculino        |  |
| Verão de 2010 (4 Ouros, 9 Pratas e 9 Bronzes)   | Bronze  | Anja Musch                                                          | Esgrima                    | Sabre individual feminino         |  |
| Verão de 2010 (4 Ouros, 9 Pratas e 9 Bronzes)   | Bronze  | Dörte Baumert Lina Rathsack Lena Kalla Juliane Reinhold             | Natação                    | 4x100 m medley feminino           |  |
| Verão de 2010 (4 Ouros, 9 Pratas e 9 Bronzes)   | Bronze  | Christian Diener Christian vom Lehn Melvin Herrmann Kevin Leithold  | Natação                    | 4x100 m medley masculino          |  |
| Verão de 2010 (4 Ouros, 9 Pratas e 9 Bronzes)   | Bronze  | Dennis Lewke                                                        | Atletismo                  | Arremesso de peso masculino       |  |
| Verão de 2010 (4 Ouros, 9 Pratas e 9 Bronzes)   | Bronze  | Patrick Domogala                                                    | Atletismo                  | 200 m masculino                   |  |
| Verão de 2010 (4 Ouros, 9 Pratas e 9 Bronzes)   | Bronze  | Marius Piepke                                                       | Judô                       | Até 100 kg masculino              |  |
| Verão de 2010 (4 Ouros, 9 Pratas e 9 Bronzes)   | Bronze  | Jana Berezko-Marggrander                                            | Ginástica rítmica          | Individual geral                  |  |
| Verão de 2010 (4 Ouros, 9 Pratas e 9 Bronzes)   | Bronze  | Constanze Stolz                                                     | Vela                       | Byte CII feminino                 |  |
| Inverno de 2012 (8 Ouros, 7 Pratas e 2 Bronzes) | Ouro    | Franziska Preuss                                                    | Biatlo                     | sprint feminino                   |  |
| Inverno de 2012 (8 Ouros, 7 Pratas e 2 Bronzes) | Ouro    | Christian Paffe                                                     | Luge                       | masculino simples                 |  |
| Inverno de 2012 (8 Ouros, 7 Pratas e 2 Bronzes) | Ouro    | Niklas Homberg                                                      | Biatlo                     | perseguição masculina             |  |
| Inverno de 2012 (8 Ouros, 7 Pratas e 2 Bronzes) | Ouro    | Franziska Preuss Laura Hengelhaupt Maximilian Janke Niklas Homberg  | Biatlo                     | equipe mista                      |  |
| Inverno de 2012 (8 Ouros, 7 Pratas e 2 Bronzes) | Ouro    | Franziska Preuss Victoria Carl Maximilian Janke Christian Stiebritz | Biatlo Esqui Cross-country | Biatlo cross-country equipe mista |  |
| Inverno de 2012 (8 Ouros, 7 Pratas e 2 Bronzes) | Ouro    | Sebastian Berneker                                                  | Skeleton                   | masculino simples                 |  |
| Inverno de 2012 (8 Ouros, 7 Pratas e 2 Bronzes) | Ouro    | Jacqueline Loelling                                                 | Skeleton                   | feminino simples                  |  |
| Inverno de 2012 (8 Ouros, 7 Pratas e 2 Bronzes) | Ouro    | Katharina Althaus Tom Lubitz Andreas Wellinger                      | Salto de esqui             | Time misto                        |  |
| Inverno de 2012 (8 Ouros, 7 Pratas e 2 Bronzes) | Prata   | Katharina Althaus                                                   | Salto de esqui             | feminino simples                  |  |
| Inverno de 2012 (8 Ouros, 7 Pratas e 2 Bronzes) | Prata   | Franziska Preuss                                                    | Biatlo                     | perseguição feminina              |  |
| Inverno de 2012 (8 Ouros, 7 Pratas e 2 Bronzes) | Prata   | Tim Brendel Florian Funk                                            | Luge                       | duplas masculinas                 |  |
| Inverno de 2012 (8 Ouros, 7 Pratas e 2 Bronzes) | Prata   | Saskia Langer                                                       | Luge                       | feminino simples                  |  |
| Inverno de 2012 (8 Ouros, 7 Pratas e 2 Bronzes) | Prata   | Saskia Langer Christian Paffe Tim Brendel Florian Funk              | Luge                       | Revezamento time misto            |  |
| Inverno de 2012 (8 Ouros, 7 Pratas e 2 Bronzes) | Prata   | Marius Cebulla                                                      | Esqui cross-coutry         | sprint masculino                  |  |
| Inverno de 2012 (8 Ouros, 7 Pratas e 2 Bronzes) | Prata   | Marzellus Renn                                                      | Esqui estilo livre         | Esqui masculino                   |  |
| Inverno de 2012 (8 Ouros, 7 Pratas e 2 Bronzes) | Bronze  | Toni Gräfe                                                          | Luge                       | masculino simples                 |  |
| Inverno de 2012 (8 Ouros, 7 Pratas e 2 Bronzes) | Bronze  | Alemanha                                                            | Hóquei no gelo             | Competição feminina               |  |
|                                                 |         |                                                                     |                            |                                   |  |
| Totais - Verão                                  |         |                                                                     |                            |                                   |  |
| Ouro                                            | 4       | 4                                                                   | 4                          | 4                                 |  |
| Prata                                           | 9       | 9                                                                   | 9                          | 9                                 |  |
| Bronze                                          | 9       | 9                                                                   | 9                          | 9                                 |  |
| Total                                           | 22      | 22                                                                  | 22                         | 22                                |  |
| Totais - Inverno                                |         |                                                                     |                            |                                   |  |
| Ouro                                            | 8       | 8                                                                   | 8                          | 8                                 |  |
| Prata                                           | 7       | 7                                                                   | 7                          | 7                                 |  |
| Bronze                                          | 2       | 2                                                                   | 2                          | 2                                 |  |
| Total                                           | 17      | 17                                                                  | 17                         | 17                                |  |
| Totais - Verão + Inverno                        |         |                                                                     |                            |                                   |  |
| Ouro                                            | 12      | 12                                                                  | 12                         | 12                                |  |
| Prata                                           | 16      | 16                                                                  | 16                         | 16                                |  |
| Bronze                                          | 11      | 11                                                                  | 11                         | 11                                |  |
| Total de Medalhas                               | 39      | 39                                                                  | 39                         | 39                                |  |